# Regisztertonna
A regisztertonna a hajók térfogatának (vízkiszorításának) régi, 1994-ig érvényben lévő mértékegysége. 1 regisztertonna értéke 100 köbláb, azaz kb. 2,8316 m³. Nem tévesztendő össze a tonna tömegegységgel. A regisztertonna értéke alapján fizettek a hajósok az átjárókon való áthaladáshoz, illetve a kikötői szolgáltatások igénybevételéért. Másrészt megadta a hajó teherbíró képességét; a rakomány nagyságát ahhoz, hogy a hajó ne süllyedjen a megengedett legnagyobb merülési vonal alá. Így ez térfogat- illetve súlymértékként egyaránt lényeges volt.
A hajó belső térfogatának van bruttó és nettó értéke.

## Bruttó regisztertonna
A bruttó regisztertonna (gyakran mint: bruttóregisztertonna, rövidítve BRT, angolul: GRT; gross register tonnage) a hajók teljes belső térfogatának regisztertonnában kifejezett mértéke. Azaz azt fejezi ki az értéke, hogy mekkora a hajó bruttó belső térfogata.

## Nettó regisztertonna
A nettó regisztertonna kiszámításánál a hajóhidat, személyzeti szállást, rádiós szobát, gép- és fűtőházakat, üzemanyagtartályt, ballaszttartályokat, szivattyúkat, éléskamrákat, műhelyeket és készletraktárakat nem számolják bele, vagyis a hajó befogadóképességének, szállítóképességének, hasznos kapacitásának regisztertonnában kifejezett mértéke.
Azt fejezi ki, hogy mekkora a hajó nettó belső térfogata.